# Paul Dawkins
Paul Lamar Dawkins (Saginaw, 10 giugno 1957 – Dallas, 25 marzo 2019) è stato un cestista statunitense con cittadinanza turca, professionista nella NBA.

## Carriera
Dopo aver giocato per quattro anni nella Saginaw High School e per altri quattro con i Northern Illinois Huskies nella NCAA (con complessivi 17,3 punti e 7,7 rimbalzi di media a partita) va a giocare negli Utah Jazz nella NBA, con i quali scende in campo in 57 occasioni (5,5 punti di media in 13,6 minuti di media a partita).

## Palmarès
- Campionato turco: 2

Galatasaray: 1984-85, 1985-86